# Анте Вучић
Анте Вучић (Солин, код Сплита, 12. јун 1912 — Аржано, код Имотског, октобар 1942) био је учесник Народноослободилачке борбе и народни херој Југославије.

## Биографија
Рођен је 12. јуна 1912. године у Солину. Као физички радник у фабрици „Салонит” у Солину, убрзо се прикључио радничком покрету. Учествовао је у акцијама синдикалног покрета, а нарочито је почео да се истиче од 1934. године. Под руководством Комунистичке партије Југославије, организовао је штрајкове и демонстрације у Солинском базену, због чега га је полиција често затварала. Године 1940, био је примљен за члана КПЈ.
У време припрема за оружани устанак против окупатора и домаћих сарадника, Анте Вучић је радио на организовању ударних група, руководио извођењем многих диверзија, и истовремено подучавао групе омладинаца у руковању оружјем. Дана 11. августа 1941. године, Вучић је учествовао у формирању првог партизанског одреда у Солинском базену и убрзо постао командир чете.
Организовао је и руководио многим диверзијама одреда и градских ударних група. У Рупотинама, близу Солина, Вучић је, 6. октобра 1941. године, са својим илегалним одредом бомбама напао колону од седам италијанских камиона. Тада је убијено и рањено више италијанских војника. Децембра исте године, убио је два усташка злочинца из околине Ливна. Дана 16. јануара 1942. године, заједно с једним другом, бацио је две бомбе на италијанске официре у официрској мензи у Солину. У овој акцији погинула су три италијанска официра, а седам је било рањено.
Кад је, маја 1942. године, одред избио на Динару, Вучић је постао заменик команданта у Првом далматинско-динарском одреду. Погинуо је крајем октобра 1942. године, у борби против усташко-домобранско-италијанских снага на подручју Аржана, близу Имотског.
Фабрика салонита, у којој је радио, након рата је носила његово име.
Указом Президијума Народне скупштине Федеративне Народне Републике Југославије, 5. јула 1951. године, проглашен је за народног хероја.